# IC 4396
IC 4396 — компактная вытянутая галактика типа Sb в созвездии Волопас.
Этот объект входит в число перечисленных в оригинальной редакции «Нового общего каталога».